# تپه گورستان بام
تپه قبرستان بام مربوط به دوره اشکانیان - دوره ساسانیان است و در شهرستان اسفراین، بخش بام وصفی آباد، دهستان بام، ۲/۵ کیلومتری جنوب روستای بام واقع شده و این اثر در تاریخ ۱۸ شهریور ۱۳۸۷ با شمارهٔ ثبت ۲۳۲۹۱ به‌عنوان یکی از آثار ملی ایران به ثبت رسیده است.